# Barlavington
Barlavington är en civil parish i Storbritannien.   Den ligger i grevskapet West Sussex och riksdelen England, i den södra delen av landet, 70 km sydväst om huvudstaden London. Antalet invånare är 117. Arean är 4,0 kvadratkilometer.
Terrängen i Barlavington är platt.